# Lakukivi
Lakukivi är en klippa i Finland.   Den ligger i den ekonomiska regionen  Övre Birkalands ekonomiska region  och landskapet Birkaland, i den södra delen av landet, 190 km norr om huvudstaden Helsingfors. Lakukivi ligger 168 meter över havet.
Terrängen runt Lakukivi är platt. Runt Lakukivi är det mycket glesbefolkat, med 7 invånare per kvadratkilometer. Närmaste större samhälle är Orivesi, 19,7 km söder om Lakukivi. I omgivningarna runt Lakukivi växer i huvudsak barrskog.